# Serra das Éguas
Serra das Éguas är en ås i Brasilien.   Den ligger i delstaten Bahia, i den östra delen av landet, 700 km öster om huvudstaden Brasília.
Omgivningarna runt Serra das Éguas är huvudsakligen savann. Runt Serra das Éguas är det ganska glesbefolkat, med 45 invånare per kvadratkilometer.